# Terremoto del Hengchun del 2006
Il terremoto del Hengchun è un terremoto avvenuto presso Taiwan il 26 dicembre 2006 alle 20:25 (ora locale). L'epicentro era situato in mare a sud est di Taiwan a circa 22,8 km da Hengchun nella contea di Pingtung con un ipocentro a 21,9 km di profondità.
Ci sono delle piccole discordanze sulla stima della magnitudo del terremoto: il Central Weather Bureau della Cina riporta 7,0 gradi della scala Richter, lo United States Geological Survey ha riportato 7,1 gradi della scala di magnitudo del momento sismico, mentre sia l'Hong Kong Observatory che l'agenzia meteorologica giapponese riportarono il valore di 7,2 gradi sempre della scala della magnitudo del momento sismico.
Il terremoto non ha solamente causato danni agli edifici, ma ha anche danneggiato i cavi sottomarini, probabilmente con frane subacquee, bloccando le telecomunicazioni in varie parti dell'Asia. Il terremoto si è manifestato durante il secondo anniversario del terremoto e maremoto dell'Oceano Indiano del 2004 e il terzo anniversario del terremoto di Bam del 2003.